# Карпати (мопед)

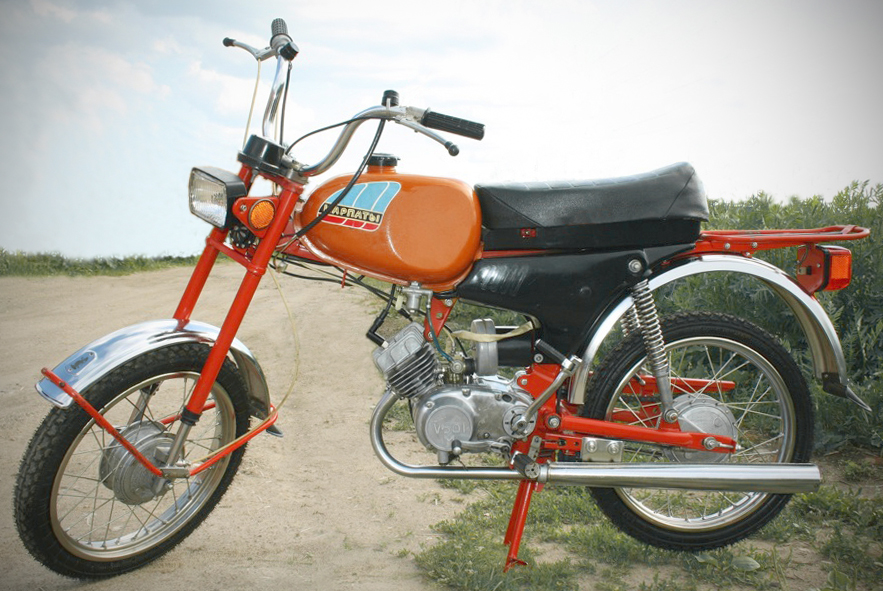
Мопед (мокік) "Карпати-2" Львівського мотозаводу 1986 рік

«Карпати» — мопеди, (мокіки) що випускалися на Львівському мотозаводі.  В 1958 році на Львівському велозаводі було розпочато виробництво легкої мототехніки. З 1970 року  почалось виробництво серії моделей двохшвидкістних мопедів «Верховина».
З весни 1981 року завод почав випускати модель «Карпати», в 1986 році її змінила модифікована модель «Карпати-2». Мопеди «Карпати-2» та «Дельта» (Ризького мотозаводу) були аналогічні за конструкцією і відрізнялися в незначних деталях. Всі моделі «Карпати» були мокіками, тобто   оснащувались двигунами без педалей виробництва Шяуляйського  ВМЗ.

## Моделі
- «Карпати» (ЛМЗ-2.160, ЛМЗ-2.160-01) - двигун S-62 на ЛМЗ-2.160 та Ш-58 (S-58) на ЛМЗ-2.160-01  [2][3].
- «Карпати-спорт» (ЛМЗ-2.160C)
- «Карпати-2» (ЛМЗ-2.161) - відрізнявся від моделі «Карпати» формою бака, боковими кришками, передньою фарою. Встановлювалися двигуни V-50 або V-50М з ручним перемиканням передач, або V-501 з ножним перемиканням передач (додаткова опція за бажанням покупця)[2][4].

- «Карпати-2 Люкс» (ЛМЗ-2.161Л, ЛМЗ-2.161Л-01) - на модель «Карпати-2» додатково встановлювали покажчик повороту і була опція встановлення додаткового дзеркала заднього виду (праворуч) та опція двигуна в експортному виконанні. На модель ЛМЗ-2.161Л-01 встановлювався двигун V-501м з ножним перемиканням передач [2] [4].
- «Карпати-2 Спорт» (ЛМЗ-2.161С, ЛМЗ-2.161С-01) - моделі «Карпати-2» надали спортивний вигляд, вихлопна труба верхнього розташування з встановленим на ній захисним кожухом (екраном), кермо з додатковою перемичкою ( як у спортивних мотоциклів), змінена форма заднього ліхтаря і щитка переднього колеса, ручка-бугель для зручності переноски. На модель ЛМЗ-2.161С-01 встановлювався двигун V-501 аб V-501м з ножним перемиканням передач, можна було замовити мопед з двигуном V-50, що зменшувало вартість мопеда.
- «Карпати кросс» (ЛМЗ 2.752)-модель була призначена для тренувань та закритих змагань. На модель встановлювали посилене кріплення амортизаторів, вихлопну трубу верхнього розташування, кермо з перемичкою,  номерні знаки для стартових номерів.

## Комплектації
- пофарбовані щитки і ободи коліс
- пофарбовані щитки і хромовані ободи коліс
- хромовані щитки і пофарбовані ободи коліс
- хромовані щитки і ободи коліс